# Baden (región vinícola)
Baden es una comarca vinícola de Alemania, ubicada en Baden, la parte occidental de Baden-Wurtemberg, que se extiende desde la región Tauberfranken en el noreste de Baden-Wurtemberg hasta el Markgräflerland en el suroeste (distancia: aprox. 300 km) y que comprende además una región desconectada en el sureste directamente al norte del lago de Constanza. Es la comarca vinícola más meridional de Alemania, ocupando unas 15.900 ha, y la tercera mayor en producción de vino del país.

## Áreas
Las distintas áreas (desde el norte hasta el sur) son:
- Tauberfranken
- Badische Bergstraße
- Kraichgau
- Ortenau
- Brisgovia
- Kaiserstuhl
- Tuniberg
- Markgräflerland
- Lago de Constanza

## Variedades

### Uva Blanca
Las variedades de uva blanca son la Ruländer o Pinot gris, la Müller-Thurgau, la del oloroso Gewürztraminer, la Gutedel y la Riesling.

### Uva Tinta
Las variedades de uva tinta están dominadas por la Spätburgunder y que ocupa aproximadamente el 23% de la superficie cultivada.

### Rosados
El vino rosado más popular de la zona es el Spätburgunder Weißherbst. 